# Sally Menke
Sally JoAnne Menke (Mineola, 17 de diciembre de 1953-Beachwood Canyon, Los Ángeles, 27 de septiembre de 2010) fue una montadora de cine estadounidense con más de veinte créditos en películas desde 1984. Colaboró extensamente con el director Quentin Tarantino, habiendo editado todas sus películas. Menke fue nominada a un premio Óscar por Pulp Fiction de Tarantino, de la que Todd McCarthy de Variety escribió: "El montaje de Sally Menke representa la definición de precisión", y posteriormente recibió otra nominación en 2009 por Inglourious Basterds.

## Carrera
En 1977 obtuvo un diploma en cine en la New York University Tisch School of the Arts.
Menke comenzó su carrera en la edición de documentales para la CBS.
El primer film importante que realizó como montadora fue Las tortugas ninja.
Luego conoció a Quentin Tarantino, cuando este realizó una búsqueda de montador y enseguida ambos congeniaron. Manifestó tener una «relación creativa simbiótica» con el director. Hasta su fallecimiento fue responsable de todos los montajes de los films de Tarantino.
Tarantino siempre les pedía a sus actores y a su equipo que saludaran en cámara a Sally en el cuarto de edición. Quentin quería con esto, más que dibujarle una sonrisa a Sally, hacerla sentir que de alguna manera estaba presente en el set ya que la consideraba una parte extremadamente importante del proceso creativo. De su trabajo junto con Tarantino se dijo que «sus películas están bellamente moduladas, con conversaciones que atraen al espectador e historias que refractan el tema, el personaje y los detalles narrativos de maneras complejas y exitosas.»
Menke fue seleccionada como miembro de la American Cinema Editors.
El cuerpo sin vida de Menke fue hallado el día 27 de septiembre de 2010 por equipos de búsqueda y rescate desplazados a Beachwood Canyon, según fuentes policiales. De acuerdo con sus amistades, Menke había ido a caminar esa misma mañana acompañada de su perro. Al conocer que no había regresado a casa a su hora habitual, alertaron a la policía. El vehículo de Menke fue hallado, cerrado, en un aparcamiento de Griffith Park. El cuerpo fue hallado finalmente en el fondo de un barranco cerca del 5600 de Green Oak Drive. Más tarde se confirmó que su muerte estaba relacionada con las elevadísimas temperaturas (45 °C) que había ese día.
Vivía en Los Ángeles con su esposo, el director Dean Parisot y dos hijos.

## Filmografía selecta

### Montadora
- Cold Feet (1984 - Bruce Van Dusen)
- Las Tortugas Ninja (1990 - Steve Barron)
- The Search for Signs of Intelligent Life in the Universe (1991 - John Bailey)
- Reservoir Dogs (1992)
- Pulp Fiction (1994)
- El cielo y la tierra (1994 - Oliver Stone)
- Four Rooms (1995) (segmento: "The Man from Hollywood")
- Mulholland Falls (1996 - Lee Tamahori)
- Nightwatch (1997 - Bornedal)
- Jackie Brown (1997)
- João Mata Sete (2000 - Xavier Beauvois y Eugene John Bellida)
- Daddy and Them (2001 - Billy Bob Thornton)
- All the Pretty Horses (2000 - Billy Bob Thornton)
- Kill Bill: Vol 1 (2003)
- Kill Bill: Vol. 2 (2004)
- Grindhouse (2007) (segmento: "Death Proof")
- Inglourious Basterds (2009)
- Peacock (2010 - Michael Lander)

### Productora ejecutiva
- All the Pretty Horses (2000 - Billy Bob Thornton)

## Premios
- 2003 – Kill Bill: Vol 1 Ganadora. San Diego Film Critics Society Awards - "Mejor montaje"
- 2004 – Kill Bill: Vol 1 Ganadora. Premios de Las Vegas Film Critics Society - Premio Sierra por "Mejor montaje"
- 2004 - Hollywood Film Festival. Premio Hollywood Film Award - Montadora del año

## Premios y nominaciones
Premios Óscar
| Año  | Categoría     | Película             | Resultado |
| ---- | ------------- | -------------------- | --------- |
| 1995 | Mejor montaje | Pulp Fiction         | Nominada  |
| 2010 | Mejor montaje | Inglourious Basterds | Nominada  |

- 1995 – Pulp Fiction - American Cinema Editors ACE Premio Eddie - "Mejor montaje de una película presentada"
- 1995 – Pulp Fiction - Premios BAFTA - "Mejor montaje"
- 2004 – Kill Bill: Vol 1- Premios BAFTA - "Mejor montaje"
- 2005 – Kill Bill: Vol. 2 - American Cinema Editors ACE - Premio Eddie - "Mejor montaje de una película presentada (dramática)"
- 2005 – Kill Bill: Vol. 2 - Premio Online Film Critics Society OFCS - "Mejor montaje"
- 2009 - Inglourious Basterds - Alianza de Mujeres Periodistas de Cine - Premio "Mejor montaje"
- 2010 - Inglourious Basterds - Premios BAFTA - "Mejor montaje"
- 2010 - Inglourious Basterds - Premio Critics' Choice Movie - "Mejor montaje"

## Homenajes
El Instituto Sundance creó una beca conmemorativa en edición de películas para honrar a Menke. La película de Tarantino Django Unchained (2012) fue dedicada a su memoria.